# Williams FW24
Der Williams FW24 war der Formel-1-Rennwagen von Williams für die Formel-1-Saison 2002.
Er folgte dem in der vorherigen Saison eingesetzten Williams FW23 und wurde in der Saison 2003 vom Williams FW25 abgelöst.

## Lackierung und Sponsoren
Die Grundfarben des FW24 waren weiß und blau. Die Sponsoren waren Allianz SE, FedEx, Castrol und Compaq.

## Fahrer
Die Fahrerpaarung veränderte sich im Vergleich zum Vorjahr nicht, Ralf Schumacher und Juan Pablo Montoya waren die etatmäßigen Fahrer. Testfahrer waren Marc Gené, Giorgio Pantano und Antonio Pizzonia.

## Motor und Reifen
Der Wagen war mit einem 3,0-Liter-V10-Motor BMW P82 ausgerüstet und fuhr auf Reifen von Michelin.

## Saison 2002
Mit den FW24 wollte Williams die Lücke zu Ferrari und McLaren schließen, nachdem man 2001 noch auf Platz 3 der Konstrukteurswertung lag. Der Ferrari erwies sich als das überlegene Auto, Williams feierte beim zweiten Rennen, dem Großen Preis von Malaysia den einzigen Saisonsieg, konnte aber McLaren hinter sich lassen und so den zweiten Platz in der Konstrukteurs-WM erreichen. Hinsichtlich der Zuverlässigkeit zeigte sich der FW24 gegenüber dem Fahrzeug des Vorjahres stark verbessert; in den 17 Saisonrennen fielen Ralf Schumacher und Juan Pablo Montoya nur noch sechs Mal aus, wohingegen 2001 bei der gleichen Anzahl an Rennen noch 18 Ausfälle zu verzeichnen gewesen waren.

## Ergebnisse
| Fahrer               | Nr.                  | 1   | 2 | 3 | 4 | 5  | 6 | 7   | 8   | 9   | 10 | 11 | 12 | 13 | 14 | 15  | 16 | 17 | Punkte | Rang |
| -------------------- | -------------------- | --- | - | - | - | -- | - | --- | --- | --- | -- | -- | -- | -- | -- | --- | -- | -- | ------ | ---- |
| Formel-1-Saison 2002 | Formel-1-Saison 2002 |     |   |   |   |    |   |     |     |     |    |    |    |    |    |     |    |    | 92     | 2.   |
| R. Schumacher        | 5                    | DNF | 1 | 2 | 3 | 11 | 4 | 3   | 7   | 4   | 8  | 5  | 3  | 3  | 5  | DNF | 16 | 11 | 92     | 2.   |
| J.P. Montoya         | 6                    | 2   | 2 | 5 | 4 | 2  | 3 | DNF | DNF | DNF | 3  | 4  | 2  | 11 | 3  | DNF | 4  | 4  | 92     | 2.   |

| Legende  | Legende            | Legende                                                          |
| Farbe    | Abkürzung          | Bedeutung                                                        |
| -------- | ------------------ | ---------------------------------------------------------------- |
| Gold     | –                  | Sieg                                                             |
| Silber   | –                  | 2. Platz                                                         |
| Bronze   | –                  | 3. Platz                                                         |
| Grün     | –                  | Platzierung in den Punkten                                       |
| Blau     | –                  | Klassifiziert außerhalb der Punkteränge                          |
| Violett  | DNF                | Rennen nicht beendet (did not finish)                            |
| Violett  | NC                 | nicht klassifiziert (not classified)                             |
| Rot      | DNQ                | nicht qualifiziert (did not qualify)                             |
| Rot      | DNPQ               | in Vorqualifikation gescheitert (did not pre-qualify)            |
| Schwarz  | DSQ                | disqualifiziert (disqualified)                                   |
| Weiß     | DNS                | nicht am Start (did not start)                                   |
| Weiß     | WD                 | zurückgezogen (withdrawn)                                        |
| Hellblau | PO                 | nur am Training teilgenommen (practiced only)                    |
| Hellblau | TD                 | Freitags-Testfahrer (test driver)                                |
| ohne     | DNP                | nicht am Training teilgenommen (did not practice)                |
| ohne     | INJ                | verletzt oder krank (injured)                                    |
| ohne     | EX                 | ausgeschlossen (excluded)                                        |
| ohne     | DNA                | nicht erschienen (did not arrive)                                |
| ohne     | C                  | Rennen abgesagt (cancelled)                                      |
| ohne     | keine WM-Teilnahme |                                                                  |
| sonstige | P/fett             | Pole-Position                                                    |
| sonstige | 1/2/3/4/5/6/7/8    | Punktplatzierung im Sprint-/Qualifikationsrennen                 |
| sonstige | SR/kursiv          | Schnellste Rennrunde                                             |
| sonstige | *                  | nicht im Ziel, aufgrund der zurückgelegten Distanz aber gewertet |
| sonstige | ()                 | Streichresultate                                                 |
| sonstige | unterstrichen      | Führender in der Gesamtwertung                                   |